# Motorový vůz 816
Motorový vůz řady 816 vznikl roku 2018 rekonstrukcí vozů řady 810 pro provoz v rámci střediska Šumava (tratě 194, 197 a 198) společnosti GW Train Regio. Modernizaci čtyř kusů provedla firma DPOV, dceřiná společnost Českých drah (ČD) ve Veselí nad Moravou po vzoru předchozích modernizací vozů řady 810 pro ČD. V rámci modernizace byl zejména vyměněn motor (LIAZ ML 634 za přeplňovaný motor TEDOM TD 152 AH TX 01) při zachování původní trakční převodovky Praga 2M90, došlo i k výměně řídicího systému – nově byl nasazen systém MSV elektronika, jenž umožňuje mnohočlenné řízení. Změněn byl též interiér: byla odebrána jedna řada sedadel a sedadla byla nahrazena novými s opěrkami hlavy a rukou, do vozu byla instalována polostahovací okna, klimatizace, nové vnitřní osvětlení, informační systém, zásuvky, Wi-Fi.
V květnu 2018 byl řadě 816 povolen zkušební provoz, který probíhal do konce roku 2018. V průběhu zkušebního provozu byl vypnut informační systém, Wi-Fi a zásuvky. Od roku 2019 je řada v běžném provozu, včetně všech vestavěných technologií. Vozy jsou udržovány ve Volarech, v provozu se objevují na tratích Číčenice – Nové Údolí a Volary–Strakonice. Jeden vůz je od GVD 2019/2020 (konkrétně 816.001) provozován na trati Milotice nad Opavou – Vrbno pod Pradědem, jeden další vůz je od ledna 2022 v pravidelném provozu na trati Kraslice–Sokolov, kde se střídá s jedním vozem 810 a vozy RegioShuttle společnosti Die Länderbahn. Příležitostně lze tyto vozy potkat i na tratích Karlovy Vary – Mariánské Lázně a Trutnov – Svoboda nad Úpou, kde zaskakují za kmenová vozidla.